# Lieselotte Peter
Lieselotte Peter (* 12. Oktober 1917; † 29. Oktober 2000) war eine deutsche Leichtathletin.
Sie startete bis 1941 für den Post SV Oppeln und 1942 für die  Post-SG Krakau. Peter war 1939 und 1941 Deutsche Meisterin über 80 Meter Hürden. 1938 und 1942 erreichte sie bei diesen Meisterschaften den 3. Platz, 1940 den 2. Platz. Ihren einzigen Länderkampfeinsatz absolvierte sie 1939, in diesem Jahr stellte sie mit 11,6 s auch ihre persönliche Bestleistung auf.